# 黎华街道
黎华街道是中国黑龙江省哈尔滨市道外区下辖的一个街道，南与南岗区接壤。

## 行政区划
下辖以下地区：
华北社区、黎华社区、粮库社区、港务局社区和永平社区。